# Rio Bistrița (Danúbio)
O Rio Bistriţa é um rio da Romênia afluente do Danúbio, localizado no distrito de Mehedinţi.